# Unión Democrática de la Minoría Étnica Griega en Albania
La Unión Democrática de la Minoría Étnica Griega en Albania (Democratic Union of the Greek Ethnic Minority in Albania), más conocida como Omonia (también Omonoia, que significa "Concordia" en griego moderno: Ομόνοια), es una organización social, política y cultural albanesa creda para promover los derechos de la AC Omonia en Albania y restaurar sus tradiciones.
Omonia fue fundada en 1991, tras el colapso del régimen autoritario, en la ciudad de Derviçan, por representantes de la minoría griega. Tiene cuatro sedes en las ciudades de Sarandë, Delvinë, Gjirokastra y Tirana, y subsedes en Korçë, Vlorë y Përmet. Su órgano dirigente es el Consejo General, que consiste en 45 miembros elegidos en una Conferencia General que se celebra cada dos años. Pertenece a la Organización de Naciones y Pueblos No Representados desde el 11 de febrero de 1991 como miembro fundador.
La minoría griega albanesa ocupa un área de alrededor de 5.000 km² en el sur de Albania, con una población de 70.000 habitantes, el 2% de total del país. No obstante, algunos autores creen que hay entre 100.000 y 150.000 griegos en esa región. En 2011, el censo realizado por el gobierno fue protestado, pues se penalizó con una multa a todos los ciudadanos que cambiaran la nacionalidad que constaba en su certificado de nacimiento. En la era precomunista, solo había 99 pueblos que poseyeran el estatus de minoría griega.